# Aphrodes thais
Aphrodes thais är en insektsart som beskrevs av Rauno E. Linnavuori 1979. Aphrodes thais ingår i släktet Aphrodes och familjen dvärgstritar. Inga underarter finns listade i Catalogue of Life.